# Della Rosa

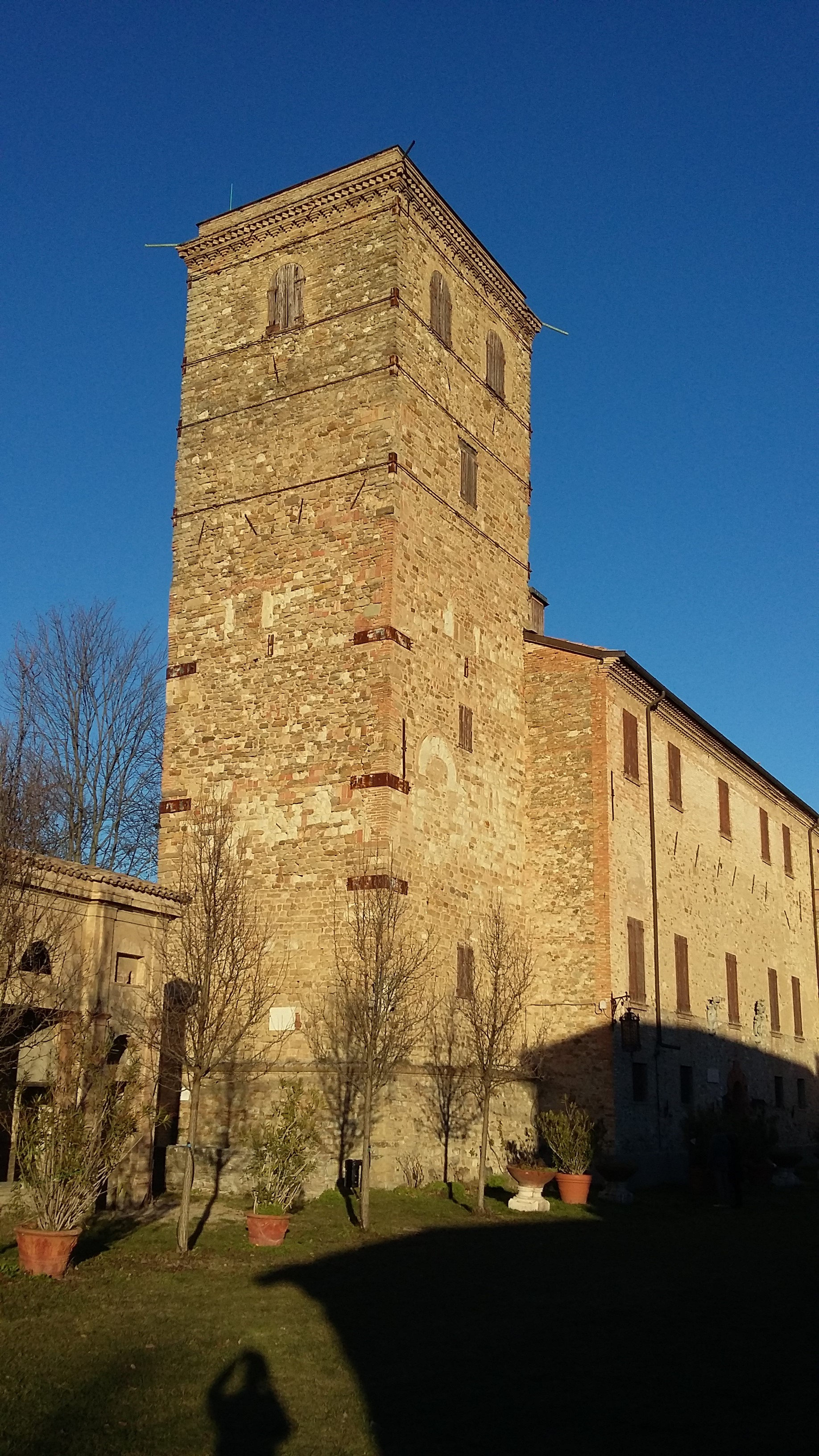
Sassuolo, castello di Montegibbio

I Della Rosa (o Da Sassuolo) furono una nobile famiglia modenese, aderente alla fazione guelfa.

## Storia
Alla fine del XII secolo ottennero la signoria di Sassuolo, che venne ripresa nel 1417 dal marchese di Ferrara Niccolò III d'Este. La famiglia fu protagonista della vita politica e sociale del modenese per circa due secoli, fra guerre e momenti di pace, alleanze e tradimenti, in un susseguirsi avvincente, tipico delle nobili famiglie medievali. Alcuni momenti salienti furono: nel 1216, Tommaso Della Rosa incontrò, insieme ad altri nobili, il Re Enrico VII, figlio dell'imperatore Federico II di Svevia, per tracciare i confini modenesi contesi, a San Pellegrino in Alpe (appennino tosco-emiliano); nel 1217 ospitarono nella rocca di Sassuolo, il futuro San Francesco; l'ultimo signore di Sassuolo, Francesco, ebbe l'onore di partecipare ai solenni funerali del Duca di Milano, Gian Galeazzo Visconti. Fu persino fra coloro che sostennero la salma. Infatti Francesco strinse una forte amicizia ed un forte legame con i Visconti. Proprio questo legame potrebbe essere la causa della diffidenza degli Estensi che, accusato Francesco di trame ai loro danni, lo fecero imprigionare a Ferrara, nel carcere di Castelvecchio nel 1417 dove morì lo stesso anno. Secondo alcuni storici ci fu un tentativo di fuga con relativa caduta nel fossato e conseguente morte dopo pochi giorni, secondo altri fu ucciso in quanto personaggio scomodo. Fatto sta, però, che fu sepolto nella chiesa di San Francesco a Ferrara, con tutti gli onori. Dopo Francesco, a Sassuolo si stabilirono definitivamente gli Estensi e la famiglia fu costretta ad emigrare tra centro e nord Italia. Probabilmente, però, molti componenti emigrarono già dopo una cocente sconfitta subita nel 1373 sempre ad opera degli Estensi. C'è traccia di componenti di detta famiglia, a Bologna, come "Sassoli", e in Romagna, nel riminese, come Della Rosa. Altri "Della Rosa" migrarono verso Lombardia e Veneto e altri ancora fra Toscana, Umbria e Lazio. Secondo il Cionini, storico di Sassuolo, è molto probabile che la famiglia Dalla Rosa Prati di Parma, sia anch'essa discendente degli ex Signori di Sassuolo.
Possedettero numerosi castelli, fra gli altri, quelli di Sassuolo, Fiorano, Magreta, Montebaranzone, Dinazzano e Montegibbio, che nel 1325 venne assediato e distrutto da Francesco dei Bonacolsi con le sue truppe.

## Esponenti illustri
- Manfredo I da Sassuolo (XIII secolo), podestà di Parma
- Manfredo II da Sassuolo (XIII secolo), podestà di Reggio, Parma e Modena[5]
- Manfredino I da Sassuolo (XIII secolo), podestà di Parma e Todi
- Sassolo da Sassuolo (XIV secolo), capitano del popolo di Reggio e Parma
- Manfredino VI da Sassuolo (XIV secolo), podestà di Brescia e capitano del popolo di Bergamo
- Francesco della Rosa (?-1417), signore di Sassuolo.

## Arma
Leone d’argento su fondo rosso affiancato da sei rose disposte in due pali laterali.